# یواس‌اس وماری (آی‌ایکس-۴۷)
یواس‌اس وماری (آی‌ایکس-۴۷) (به انگلیسی: USS Vamarie (IX-47)) یک کشتی بود که طول آن ۷۰ فوت ۲ اینچ (۲۱٫۳۹ متر) بود. این کشتی در سال ۱۹۳۳ ساخته شد.